# Parque Estadual Marinho Banco do Álvaro
O Parque Estadual Marinho Banco do Álvaro é uma unidade de conservação localizada no litoral do Maranhão.
Foi criado pela pela Lei Nº 10.172, de 12 de dezembro de 2014, possuindo um perímetro de 45.274,73 hectares. Têm como objetivos: a proteção ambiental, estimulando a educação ambiental e a pesquisa científica de seus atributos ambientais.
Verificou-se uma predominância dos corais mileporídeos, seguidos do octocoral Phyllogorgia dilatata, nas paredes recifais de algumas áreas do Banco do Álvaro.
Fica 90 km à nordeste do Parcel de Manuel Luís, importante área de preservação de corais no Brasil, sendo Cururupu o município mais próximo. O reconhecimento do Parcel como Sítio Ramsar inclui as coordenadas deste banco e do Parque Estadual Marinho Banco do Tarol. 